# Macquartia erythromera
Macquartia erythromera är en tvåvingeart som beskrevs av Fritz Isidore van Emden 1960. Macquartia erythromera ingår i släktet Macquartia och familjen parasitflugor. Inga underarter finns listade i Catalogue of Life.